# Heimlicher (Bern)

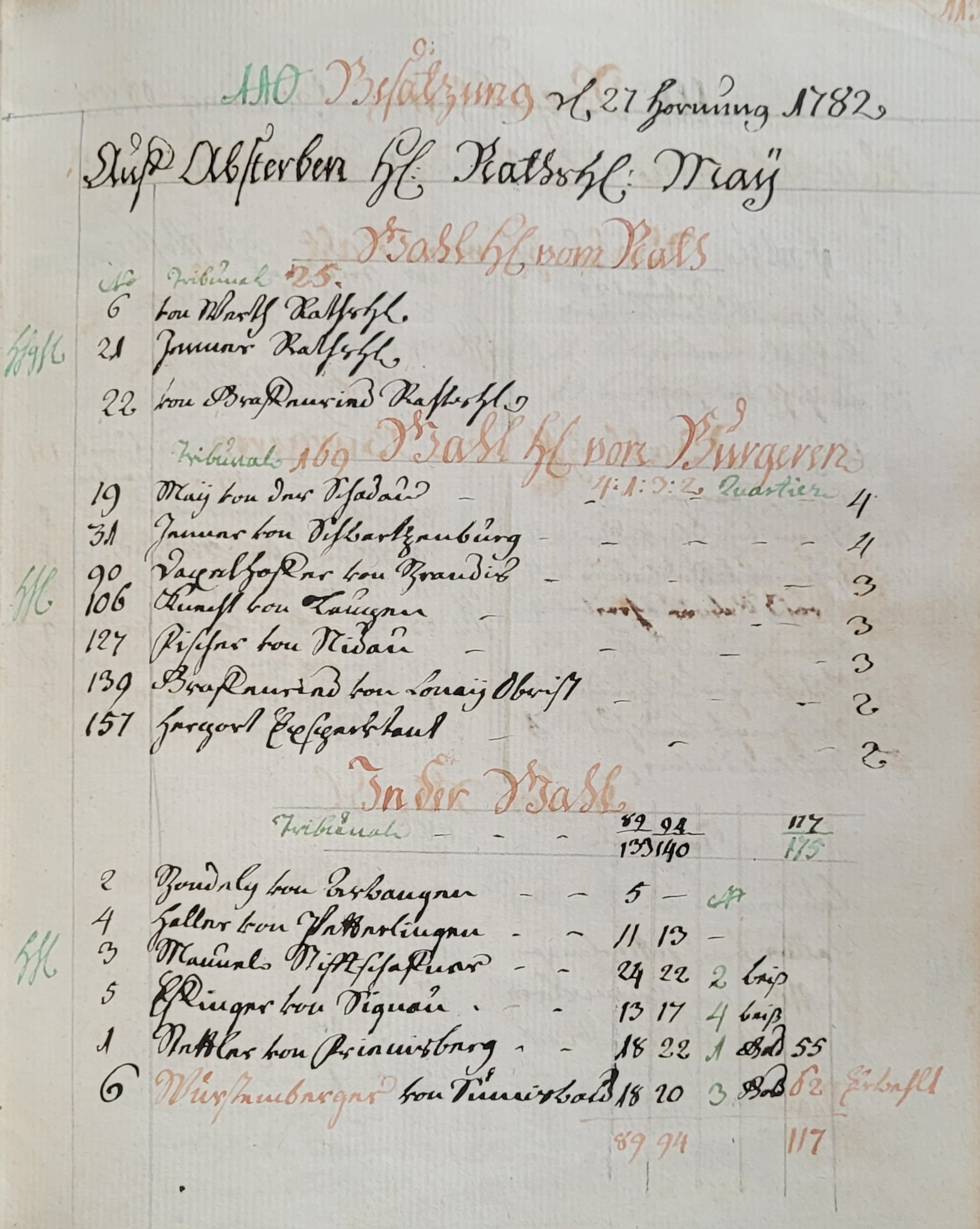
Protokoll der Heimlicher-Besatzung (1782)

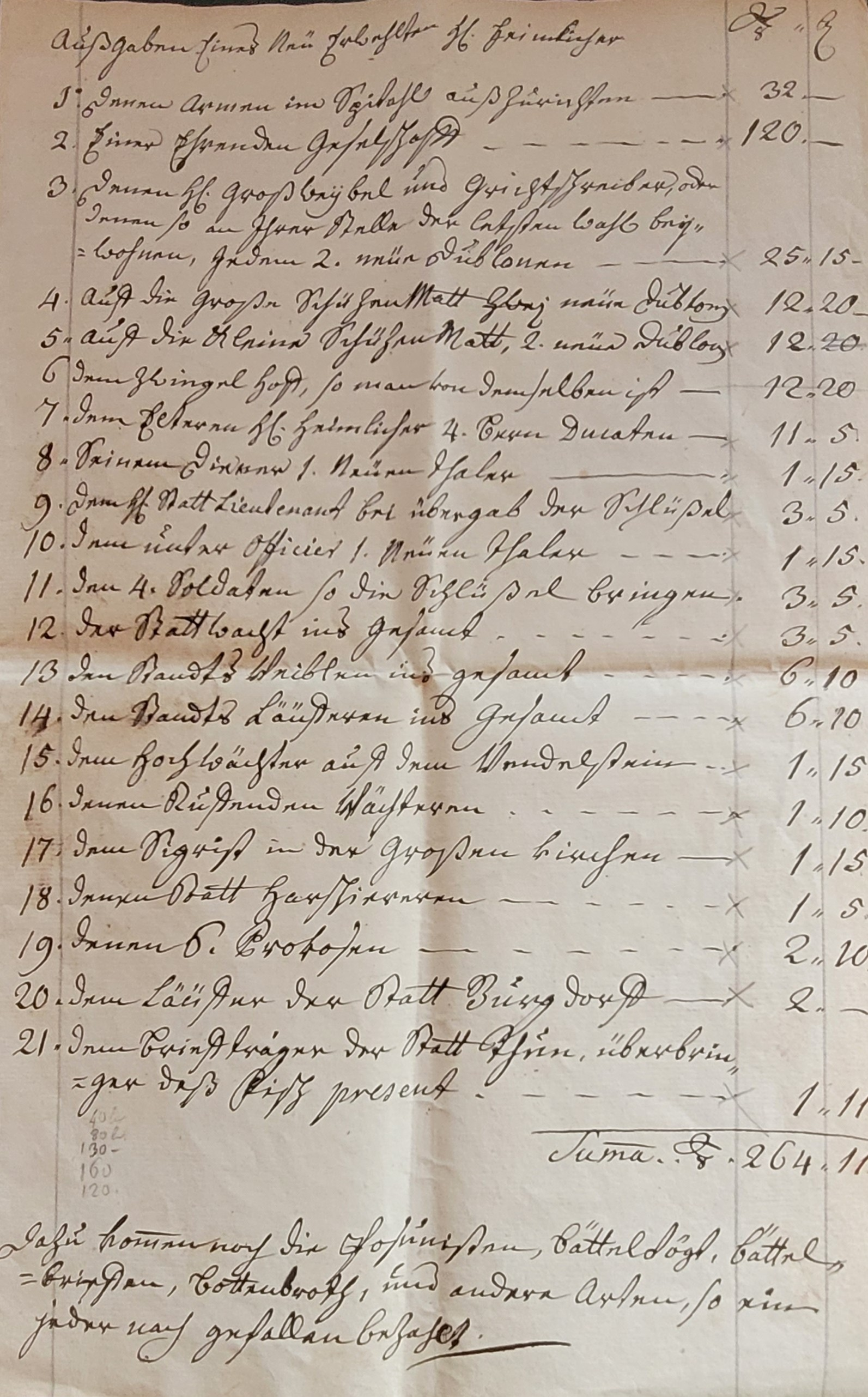
Außgaben Eines Neü Erwehlten H[errn] Heimlicher (um 1770)

Die Heimlicher waren durch den Grossen Rat der Stadt Bern gewählte Vertraute, welche mit speziellen Rechten ausgestattet waren und über die Geschäfte des Kleinen Rats Kontrolle zu führen hatten.

## Geschichte
Die Ursprünge des Heimlicher-Amtes in Bern sind ungeklärt. Wörtlich wird damit ein städtischer Beamter bezeichnet, der mit heimlichen (d. h. geheimen) Geschäften betraut ist (vgl. mlat. secretarius). Möglicherweise wurde um 1295 der Kleine Rat vergrössert, indem neu die vier Venner und zwei der insgesamt vier Heimlicher dem Rat angehörten. In einer Satzung von 1353 hatten sie die Aufgabe, entstehende «mishelli, schaden oder gebresten» entweder dem Grossen oder dem Kleinen Rat vorzubringen. Jährlich wurden vier Heimlicher gewählt, je zwei des (Kleinen) Rats und zwei der Burgern (Grosser Rat). Die Heimlicher vom Rat wurden in der Regel aus früheren Schultheissen gewählt, die Heimlicher von Burgern aus dem Grossen Rat. Die Wahl erfolgte durch Aufforderung des amtierenden Schultheissen an die vier Venner, die Heimlicher zu nominieren. Gewählt wurde durch offenes Handmehr. Die gewählten Heimlicher leisteten einen Amtseid, der sie unter anderem zur Haltung eines Pferdes verpflichtete. Seit der Einführung eines Geheimen Rates zur Vorbereitung von Regierungsgeschäften gehörten die Heimlicher diesem von Amtes wegen an. In den Burgerspunkten ist festgehalten, dass die Heimlicher protestieren sollen, falls im Rat konstitutionelle Grundsätze verletzt würden. Wenn ein Sitz im Kleinen Rat frei wurde, rutschte der ältere Heimlicher von Burgern in den Kleinen Rat nach und es musste ein neuer Heimlicher gewählt werden. Vor 1705 wurde mit der Ersatzwahl bis Ostern zugewartet, danach wurde unmittelbar nach der Bestattung des verstorbenen Ratsmitglieds ein neuer Heimlicher gewählt.